# Little Sister (singel Queens of the Stone Age)
Little Sister – piosenka i pierwszy singel z czwartego albumu amerykańskiego zespołu rockowego Queens of the Stone Age zatytułowanego Lullabies to Paralyze. Została napisana przez Josha Homme'a, Joeya Castillo i Troya van Leeuwena. Wydano ją w grudniu 2004 roku jako singel promocyjny, singel dostępny był w sprzedaży od marca 2005 roku.
Wczesna wersja piosenki została nagrana wraz z Dave’em Grohlem w 2002 roku podczas sesji nagraniowych do albumu Songs for the Deaf, ale nie zmieściła się na nim. Niedokończona piosenka trafiła później na bootleg. Utwór został zainspirowany piosenką Doca Pomusa pod tytułem Little Sister, w wersji Elvisa Presleya, a zwłaszcza, zdaniem wokalisty, seksualnym podtekstem w niej zawartym. Teledysk przedstawia zespół grający w ciemnym pomieszczeniu.
Zespół wykonał "Little Sister" w programie Saturday Night Live 14 maja 2005 roku. Podczas wykonywania piosenki na scenę wszedł aktor Will Ferrell, gospodarz programu, który zagrał na krowim dzwonku. Utwór został wykorzystany w serialu telewizyjnym Ekipa oraz w takich grach komputerowych jak: Midnight Club 3: DUB Edition, Colin McRae: Dirt 2 i Project Gotham Racing 3.

## Lista piosenek
CD:
1. "Little Sister" (wersja albumowa) – 2:57
2. "The Blood Is Love" (Contradictator Remix) – 5:24
3. "Little Sister" (CD-ROM video)

Maxi singel:
1. "Little Sister" (wersja albumowa) – 2:57
2. "The Blood Is Love" (Contradictator Remix) – 5:24
3. "Little Sister" (Contradictator Remix) – 3:29

7":
1. "Little Sister" (wersja albumowa) – 2:57
2. "Little Sister" (Contradictator Remix) – 3:29

## Listy przebojów
| Lista (2003)                  | Najwyższa pozycja |
| ----------------------------- | ----------------- |
| Australian Single Chart       | 40                |
| Dutch Singles Chart           | 55                |
| UK Singles Chart              | 18                |
| US Billboard Hot 100          | 88                |
| US Hot Modern Rock Tracks     | 2                 |
| US Hot Mainstream Rock Tracks | 13                |